# Richard Fletcher (évêque de Londres)
Pour les articles homonymes, voir Fletcher.
Richard Fletcher, né vers 1544-1545 et mort le 15 juin 1596, est un ecclésiastique anglican.

## Biographie
Il est chargé en 1587 d'accompagner Marie Stuart à l'échafaud, et montra contre cette reine une animosité fanatique. Lorsque la tête eut été tranchée, il s'écrie : « Périssent ainsi tous les ennemis d'Élisabeth ».
II est fait, en récompense de son zèle, évêque de Bristol, puis de Worcester et enfin de Londres. Cependant il meurt disgracié, en 1596 (William Camden prétend que l'excès de tabac est la cause du décès). Ce prêtre s'est marié deux fois. Son fils est le dramaturge John Fletcher.